# 1,3-苯并二氧戊环-5-硼酸
1,3-苯并二氧戊环-5-硼酸是一种有机化合物，化学式为C7H7BO4。它可由5-溴-1,3-苯并二氧戊环为原料，和镁反应后再与硼酸三丁酯反应，水解后得到；或以1,3-苯并二氧戊环-5-胺为原料，重氮化后和二硼酸反应制得。它和氟化氢钾反应，可以得到1,3-苯并二氧戊环-5-基三氟硼酸钾。